# Thibaud de Castillon
Thibaud de Castillon (portugais: D. Teobaldo de Castillon) (mort à Avignon le 28 mai 1356) est un ecclésiastique qui fut successivement évêque de Bazas de 1313 à 1318, évêque de Saintes de 1318 à 1348 et évêque de Lisbonne de 1348 à 1356.

## Biographie
Thibaud de Castillon est le fils de Pons, sénéchal de Saintonge, et de la sœur de Guillaume de La Mothe, évêque de Bazas. Destiné à l'Église, son oncle lui confère la chantrerie de son chapitre de chanoines. Lorsque ce dernier en 1313 est transféré à l'évêché de Saintes par le pape Clément V il le remplace dans son diocèse.
Le 18 janvier 1318, le pape Jean XXII décide de permuter les deux évêques et Thibaud de Castillon est alors pourvu de l’évêché de Saintes. Cette translation se fait au détriment de son oncle car le revenu du diocèse de Saintes est trois fois supérieur à celui de Bazas mais le prélat souhaitait sans doute quitter la province ecclésiastique de Bordeaux où l'épiscopat était fréquemment en conflit avec l’Angleterre,.
Le 17 mars 1348, il est promu évêque de Lisbonne en remplacement d'un autre prélat français Étienne de La Garde (portugais:  Estêvão de la Garde) qui était le titulaire du siège épiscopal portugais depuis le 22 décembre 1344 sans avoir jamais paru dans son diocèse. Il meurt à Avignon en 1356.

## Armoiries
De gueules au château donjonné de trois tours d'argent.